# Superettan 2006
Die Superettan 2006 war die siebte Spielzeit der zweithöchsten schwedischen Fußballliga unter diesem Namen und die insgesamt 78. Spielzeit seit der offiziellen Einführung einer solchen im Jahr 1928. Die Saison begann am 14. April und endete am 21. Oktober 2006.
Trelleborgs FF und Örebro SK schafften den direkten Aufstieg in die Allsvenskan, IF Brommapojkarna konnte sich als Tabellendritter in den Relegationsspielen durchsetzen. Am Tabellenende mussten Qviding FIF und Umeå FC direkt in die Drittklassigkeit absteigen, Assyriska FF und Väsby United verpassten in der Relegation den Klassenerhalt.

## Abschlusstabelle
| Pl. | Verein                  | Sp. | S  | U  | N  | Tore    | Diff. | Punkte |
| --- | ----------------------- | --- | -- | -- | -- | ------- | ----- | ------ |
| 1.  | Trelleborgs FF          | 30  | 19 | 9  | 2  | 048:130 | +35   | 66     |
| 2.  | Örebro SK               | 30  | 17 | 7  | 6  | 056:280 | +28   | 58     |
| 3.  | IF Brommapojkarna       | 30  | 18 | 3  | 9  | 053:430 | +10   | 57     |
| 4.  | IFK Norrköping          | 30  | 15 | 9  | 6  | 055:300 | +25   | 54     |
| 5.  | Landskrona BoIS (A, RV) | 30  | 15 | 5  | 10 | 053:390 | +14   | 50     |
| 6.  | Ljungskile SK           | 30  | 13 | 7  | 10 | 034:330 | +1    | 46     |
| 7.  | Mjällby AIF             | 30  | 11 | 10 | 9  | 051:490 | +2    | 43     |
| 8.  | GIF Sundsvall (A)       | 30  | 11 | 7  | 12 | 042:330 | +9    | 40     |
| 9.  | Falkenbergs FF          | 30  | 10 | 10 | 10 | 043:400 | +3    | 40     |
| 10. | Jönköpings Södra IF (N) | 30  | 9  | 10 | 11 | 037:590 | −22   | 37     |
| 11. | Degerfors IF            | 30  | 9  | 8  | 13 | 039:410 | −2    | 35     |
| 12. | Åtvidabergs FF          | 30  | 9  | 8  | 13 | 040:470 | −7    | 35     |
| 13. | Assyriska FF (A)        | 30  | 9  | 7  | 14 | 030:400 | −10   | 34     |
| 14. | Väsby United            | 30  | 8  | 8  | 14 | 034:470 | −13   | 32     |
| 15. | Qviding FIF (N)         | 30  | 4  | 6  | 20 | 031:630 | −32   | 18     |
| 16. | Umeå FC (N)             | 30  | 4  | 4  | 22 | 030:710 | −41   | 16     |

Platzierungskriterien: 1. Punkte – 2. Tordifferenz – 3. geschossene Tore

| Zum Saisonende 2006: |                                                                                   |
| Aufsteiger in die Allsvenskan 2007: Trelleborgs FF & Örebro SK Teilnehmer an den Aufstiegsrelegation gegen den 12. der Allsvenskan 2006: IF Brommapojkarna Teilnehmer an der Relegation zur Division 1 2007: Assyriska FF, Väsby United Absteiger in die Division 1 2007: Qviding FIF, Umeå FC |                                                                                   |
| |                                                                                   |
| Zum Saisonende 2005: |                                                                                   |
| (A) | Absteiger aus der Allsvenskan 2005: Landskrona BoIS, GIF Sundsvall & Assyriska FF |
| (N) | Neuaufsteiger aus der Division 2 2005: Jönköpings Södra IF, Qviding FIF & Umeå FC |
| (RV) | Verlierer der Relegationsspiele: Landskrona BoIS                                  |

## Relegationsspiele
Zur Allsvenskan 2007:
Der 3. der Superettan 2006 spielte gegen den 14. der Allsvenskan 2006 in einer Play-off-Runde mit Hin- und Rückspiel um die Relegation. Das Hinspiel fand am 9. und das Rückspiel am 12. November 2006 statt. Der Sieger qualifizierte sich für die Allsvenskan 2007.
|                   | Gesamt |           | Hinspiel | Rückspiel |
| ----------------- | ------ | --------- | -------- | --------- |
| IF Brommapojkarna | 4:1    | BK Häcken | 2:0      | 2:1       |

Zur Superettan 2007:
Die Mannschaften auf den Plätzen 13. und 14. der Superettan 2006 spielten gegen die jeweils 2. der Nord-/Südstaffel der Division 1 in einer Play-off-Runde mit Hin- und Rückspiel um die Relegation. Die Hinspiele fanden am 25. Oktober 2006, die Rückspiele am 28. (Väsby - IK Sirius) und 29. Oktober 2006 statt. Die beiden Sieger qualifizierten sich für die Superettan 2007.
|             | Gesamt    |                      | Hinspiel | Rückspiel |
| ----------- | --------- | -------------------- | -------- | --------- |
| IK Sirius   | 2:1       | Väsby United         | 1:1      | 1:0       |
| Bunkeflo IF | (a)1:1(a) | Assyriska Föreningen | 0:0      | 1:1       |

## Torschützenliste
| Platz | Spieler          | Mannschaft          | Tore |
| ----- | ---------------- | ------------------- | ---- |
| 1.    | Olof Guterstam   | IF Brommapojkarna   | 17   |
| 1.    | Stefan Rodevåg   | Falkenbergs FF      | 17   |
| 3.    | Patrick Elmander | Jönköpings Södra IF | 16   |
| 4.    | Marcus Ekenberg  | Mjällby AIF         | 15   |
| 5.    | Jörgen Wålemark  | Ljungskile SK       | 13   |